# Mladen Lazarević
Mladen Lazarević (Servisch: Младен Лазаревић) (Zemun, 16 januari 1984) is een Servische voetballer.
Hij wordt meestal uitgespeeld als centraal verdediger.
Hij tekende op 19 juni 2009 voor 2 jaar bij KV Kortrijk.

## Spelerstatistieken
| Seizoen           | Club          | Land   | Competitie         | Wed. | Goals |
| ----------------- | ------------- | ------ | ------------------ | ---- | ----- |
| 2000-2006         | FK Zemun      | Servië | Prva Liga          | 54   | 1     |
| 2006 - jan 2009   | FK Partizan   | Servië | Meridian Superliga | 9    | 0     |
| jan 09 - jun 09   | KSV Roeselare | België | Jupiler League     | 14   | 1     |
| 2009 - 2010       | KV Kortrijk   | België | Jupiler League     | 2    | 0     |
| laatst bijgewerkt | 08-08-09      |        |                    |      |       |